# Le Soir

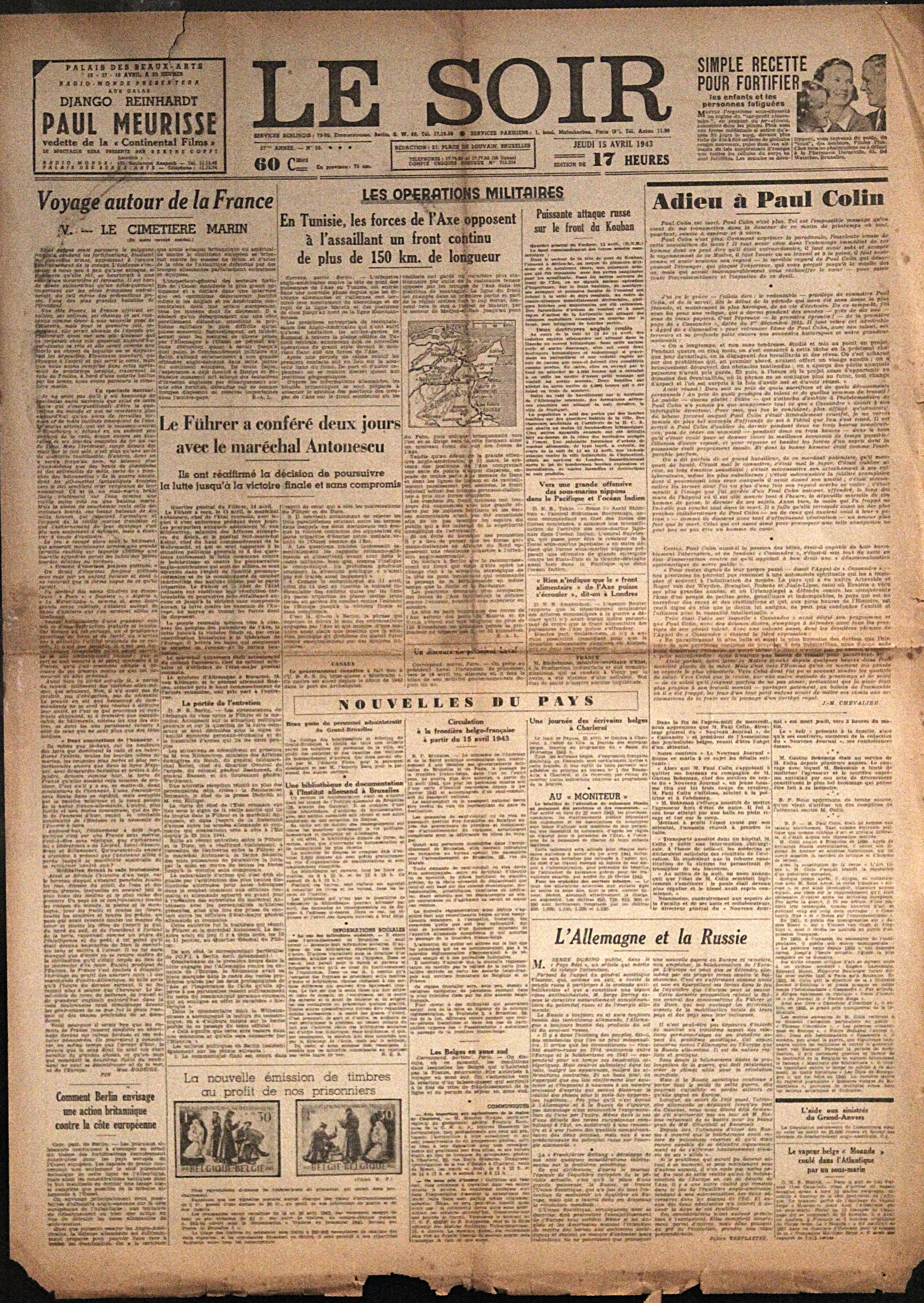
A Le Soir 1943. április 15-i számának címlapja

A Le Soir (kiejtése: [lə swaʁ], jelentése: "este") egy francia nyelvű belga napilap. 1887-ben alapították, azóta is az egyik legnagyobb független, progresszív, illetve klasszikus liberális újság Belgiumban.

## Története
A Le Soirt 1887-ben indította el Emile Rossel, akkor még ingyenes napilapként, csak később vált fizetőssé.
A második világháborúban, Belgium német megszállása idején német cenzúrával működött, és a nácikat támogatta, szemben sok más belga lappal, ami ellenállt a megszállóknak. 1940-1944 között ebben a hírlapban jelent meg Hergé világhírű képregénysorozata, a Tintin kalandjai, miután megszűnt a sorozat előző kiadója, a Le Vingtième Siècle című hetilap. A négy év alatt összesen öt történet (Az aranyollós rák, A titokzatos csillag, Az unikornis titka, Vörös Rackham kincse, A hét kristálygömb) jelent meg folytatásokban.
1944. szeptember 6-án, Brüsszel visszafoglalása után az újság átalakult, független lett, új kiadója a Rossel cég.

### Példányszám
Mint a legtöbb mai napilap, a Le Soir példányszáma is egyre csökken. 1995-96-ban még 182 798 darab volt a példányszáma, de 2003-ra ez már csak 104 000 volt. 2004-ben 101 000-re csökkent.

### Politikai álláspont
Az újság a politikai pártoktól független, de progresszív és liberális szellemiségű. Amikor a lap 2005. november 15-én berliner formátumra váltott, főoldalán progresszívnek és függetlennek mondta magát.

## Fordítás
Ez a szócikk részben vagy egészben  a   Le Soir című francia Wikipédia-szócikk ezen változatának fordításán alapul.  Az eredeti cikk szerkesztőit annak laptörténete sorolja fel. Ez a jelzés csupán a megfogalmazás eredetét és a szerzői jogokat jelzi, nem szolgál a cikkben szereplő információk forrásmegjelöléseként.